# Prodidomus opacithorax
Espèce
Prodidomus opacithorax est une espèce d'araignées aranéomorphes de la famille des Prodidomidae.

## Distribution
Cette espèce est endémique du Venezuela. Elle se rencontre vers San Esteban.

## Description
La femelle holotype mesure 3,5 mm.
La femelle décrite par Dalmas en 1919 mesure 3,4 mm.

## Systématique et taxinomie
Cette espèce a été décrite par Simon en 1893.

## Publication originale
- Simon, 1893 : « Arachnides. Voyage de M. E. Simon au Venezuela (décembre 1887 - avril 1888). 21e Mémoire. » Annales de la Société Entomologique de France, vol. 61, p. 423-462 (texte intégral).